# Teodoro Lechi

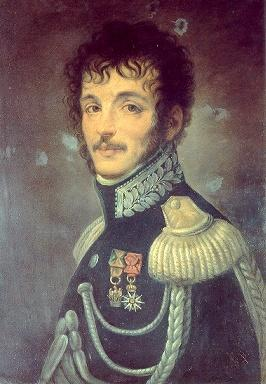
Teodoro Lechi

Teodoro Lechi (* 16. Januar 1778 in Brescia; †  2. Mai 1866 in Mailand) war ein italienisch-napoleonischer General, der noch 1848 Militärberater des Königs Karl Albert von Sardinien wurde. 

## Leben
Teodoro Lechi wurde als 14. von 19 Kindern von Fausto Lechi und seiner Frau Doralice Bielli geboren. Sein Großvater Pietro war ein Freimaurer und Anhänger der Aufklärung, sein älterer Bruder der General Giuseppe Lechi (1766–1836).
Er trat am 18. März 1797 nach der Stadtrevolution in die Brescianer Legion ein. Er stellte sich sofort auf die Seite Napoleons und trat in die neue Präsidentengarde der Italienischen Republik ein, die nach kurzer Zeit zur „Guardia Reale“ (Königliche Garde) wurde und wo er 1803 den Rang eines Obersten erreichte. Lechi verbrachte dann fast zwei Jahre in Paris, wo er bis 1805 eine militärische Ausbildung erhielt. In die Lombardei zurückgekehrt, wurde er Kommandeur der Grenadiere der Königlichen Garde des neuen Vizekönigs Eugène de Beauharnais. Im selben Jahr wurde er zum Adlatus des Vizekönigs von Italien ernannt und erhielt von Napoleon persönlich die Adler und Banner der Garde. Unter Vizekönig Eugen kämpfte Lechi dann bei Austerlitz (1805), in Venetien, in Dalmatien und in Albanien.
Am 17. Mai 1806 wurde er zum Brigadegeneral ernannt und nahm dann an den Trauungsfeierlichkeiten des Prinzen Eugen mit Amalia von Bayern in München teil. Nach der Teilnahme an der Schlacht bei Wagram wurde er im Dezember 1809 zum Baron des französischen Kaiserreiches ernannt. 
Am 10. Februar 1812 brach er zur Weichsel auf und nahm beim Russlandfeldzug unter dem Vizekönig an jeder Schlacht des italienischen IV. Korps (Smolensk, Borodino) teil, die auch jene des Rückzugs (Malojaroslawez) umfasste. 
In den Jahren 1813 und 1814 nahm er auch am Krieg gegen Österreich teil, trotz des Bewusstseins des Niedergangs des Kaiserreiches, als Kommandeur der 4. Division der italienischen Armee. Am 27. April 1814, nach dem von Eugène de Beauharnais unterzeichneten Waffenstillstand, war Lechi Protagonist eines einzigartigen Rituals: Aus Treue zur Garde verbrannte er die Banner und die Adler (mit Ausnahme eines Adlers, den er über 30 Jahre persönlich verbarg) und vertilgte die Asche mit eigenen Offizieren. Teodoro weigerte sich, dem österreichischen Kaiserreich die Treue zu schwören, und zog sich ins Privatleben zurück. 
Anlässlich des Fünf-Tage-Aufstandes in Mailand kehrte der 72-jährige Teodoro Lechi in den Militärdienst zurück: Am 28. März 1848 übernahm er das Kommando über die Mailänder Bürgergarde und wurde Berater des Kriegsministers Antonio Franzini. Am Ende des Krieges zog er sich nach Piemont zurück, wo ihn König Karl Albert zum General ernannte. Aus Dankbarkeit übergab der ehemalige Veteran dem König von Sardinien den einzigen verbliebenen napoleonischen Adler, der das Ritual von 1814 überstanden hatte. Dieser Adler wird jetzt im Museo del Risorgimento in Mailand aufbewahrt. 1859 kehrte General Lechi nach Mailand zurück, wo er 1866 im Alter von 88 Jahren verstarb.